# Мулін Валентин Михайлович
Валентин Михайлович Мулін (серпень 1885, місто Тифліс, тепер Тбілісі, Грузія — розстріляний 21 червня 1938) — радянський військовий діяч, комкор (20.11.1935), командир 7-го стрілецького корпусу УВО. Член ВЦВК, кандидат у члени ЦВК СРСР. Кандидат у члени ЦК КП(б)У в листопаді 1927 — червні 1930 року. Член ЦК КП(б)У в червні 1930 — січні 1934 року.

## Життєпис
Народився в дворянській родині, батько був офіцером російської імператорської армії. Навчався в реальному училищі, але не закінчив його. На атестат зрілості здав іспити екстерном у 1904 році.
Член РСДРП(б) з 1906 року.
У 1906 році став членом районного комітету Тифліської організації РСДРП, а з 1907 року — членом Тифліського губернського комітету РСДРП, відповідав за організацію військової роботи. У березні 1908 року під час нелегальних зборів військової організації 15-го гренадерського полку був заарештований. У 1909 році Кавказьким окружним військовим судом позбавлений дворянського звання і засуджений до чотирьох років каторжних робіт. Покарання відбував у Метехському замку та Саратовській каторжній в'язниці. У 1913 році засланий до Іркутської губернії, де пробув до 1917.
Наприкінці березня 1917 року звільнений із заслання, переїхав до Петрограда і незабаром став керуючим справами газети «Правда».
З 1918 року — на військово-політичній роботі у військах Східного фронту Червоної армії (РСЧА), учасник громадянської війни в Росії. 19 серпня 1918 — 28 січня 1919 року — завідувач політичного відділу 29-ї стрілецької дивізії РСЧА. 28 січня — 12 липня 1919 року — військовий комісар 29-ї стрілецької дивізії РСЧА. 27 липня — 30 грудня 1919 року — військовий комісар 30-ї стрілецької дивізії РСЧА. З грудня 1919 по березень 1920 року очолював політичні відділи 3-ї армії та 1-ї трудової армії.
25 березня 1920 — 14 квітня 1921 року — член Революційної військової ради (РВР) 16-ї армії РСЧА. З квітня по 11 вересня 1921 року — начальник політуправління Збройних сил Сибіру. 25 вересня 1921 — 6 вересня 1922 року — член Революційної військової ради (РВР) 5-ї окремої армії РСЧА та Східно-Сибірського військового округу.
У червні 1923 року закінчив Вищі академічні курси при Військовій академії РСЧА та був призначений членом РВР 13-го стрілецького корпусу та командувачем групи військ у Східній Бухарі. З 1923 по червень 1924 року — член Революційної військової ради Східно-Бухарської групи військ РСЧА, керував боротьбою із басмачами в Східній Бухарі.
У червні 1924 — березні 1931 року — командир і військовий комісар 7-го стрілецького корпусу Українського військового округу. У 1928 році закінчив Курси вдосконалення вищого командного складу при Військовій академії імені Фрунзе.
У квітні 1931 — грудні 1935 року — помічник командувача військ Приволзького військового округу.
У грудні 1935 — травні 1937 року — заступник командувача військ Білоруського військового округу.
З травня 1937 по лютий 1938 року — заступник командувача військ Закавказького військового округу.
Заарештований органами НКВС 5 лютого 1938 року. Трійкою при НКВС Грузинської РСР за звинуваченням «в антирадянській діяльності та приналежності до військової змови» засуджений 21 червня 1938 року до страти і того ж дня розстріляний.
Визначенням військового трибуналу Закавказького військового округу від 12 жовтня 1956 року реабілітовано посмертно.

## Звання
- комкор (20.11.1935)

## Нагороди
- орден Червоного Прапора (27.06.1924)
- орден Червоної Зірки 1-го ступеня Бухарської Народної Радянської Республіки (1924)